# Тихановская, Светлана Георгиевна
Светла́на Гео́ргиевна Тихано́вская (бел. Святлана Георгіеўна Ціханоўская, урождённая Пилипчу́к (бел. Піліпчук); род. 11 сентября 1982, п. Микашевичи, Лунинецкий район, Брестская область, Белорусская ССР, СССР) — белорусская политическая и общественная деятельница, кандидат в президенты Республики Беларусь на выборах 2020 года. Возглавляет Объединённый переходный кабинет Беларуси.
Согласно официально объявленным результатам выборов, прошедших 9 августа 2020 года, Тихановская набрала чуть более 10 % голосов избирателей, заняв второе место. По мнению её сторонников и ряда аналитиков, результаты голосования были фальсифицированы: на самом деле Светлана Тихановская набрала значительно больше голосов, чем об этом заявлено властями, и должна считаться избранным президентом страны (или проходить во второй тур вместе с А. Лукашенко).
После оглашения официальных результатов выборов в Беларуси начались акции протеста. Тихановская заявила об узурпации власти действующим президентом и призвала провести новые и честные выборы. 11 августа 2020 года Тихановская вынужденно покинула Беларусь и обосновалась в Литве, объявив себя национальным лидером Беларуси, после чего совершила множество поездок по странам Европы. В Польше и Германии её принимали по государственному протоколу как высшее должностное лицо государства.
10 сентября 2020 года Сейм Литвы признал Светлану Тихановскую законным президентом Беларуси. Сама Тихановская не позиционировала себя президент-электом до 2022 года.

## Биография

### Ранние годы и трудовая деятельность
Родилась 11 сентября 1982 года в посёлке Микашевичи Лунинецкого района Брестской области. Отец работал водителем, мать — поваром. В возрасте 12 лет Светлана Пилипчук была направлена в Ирландию по программе «Дети Чернобыля», где жила в посёлке Роскрей в семье Генри Дина. Впоследствии она неоднократно возвращалась в ирландскую деревню. В 2000 году окончила с золотой медалью среднюю школу № 2 посёлка Микашевичи. Окончила филологический факультет Мозырского государственного педагогического университета по специальности «Иностранные языки (английский, немецкий)». Жила в Гомеле, работала переводчицей с английского языка в различных организациях, в том числе в благотворительной организации помощи потерпевшим от Чернобыльской аварии «Chernobyl Life Line» (Ирландия). В 2004 году вышла замуж за Сергея Тихановского.

### Политическая деятельность

#### Регистрация на выборах
15 мая 2020 года, после отказа ЦИК в регистрации инициативной группы Сергея Тихановского, Светлана Тихановская подала документы на регистрацию инициативной группы по своему выдвижению в качестве кандидата в президенты.
20 мая Центральная избирательная комиссия зарегистрировала инициативную группу Тихановской. Главой штаба Светланы стал её муж — Сергей Тихановский. 29 мая во время пикета по сбору подписей за выдвижение Тихановской в городе Гродно были задержаны Сергей Тихановский, координатор инициативной группы Дмитрий Фурманов и другие — всего 10 человек.
Последующие пикеты по сбору подписей за Тихановскую собирали очереди в Минске и других городах. На членов инициативной группы оказывалось давление, координаторов и активистов задерживали по всей Беларуси, 15 мая был задержан пресс-секретарь инициативной группы Александр Кабанов. Вместе с членами инициативной группы арестовывались и собранные подписи. 11 июня Тихановская опубликовала видеообращение, где сообщила, что снимает пикеты по сбору подписей в Минске и областных городах из-за опасения провокаций в отношении членов инициативной группы.
16 июня Тихановской позвонили с угрозами и требованием прекратить кампанию по выдвижению, но Тихановская объявила, что намерена продолжать участие в выборах. 19 июня закончился сбор подписей — в итоге Светлана Тихановская собрала около 146 тысяч подписей. 30 июня они были представлены в ЦИК.
14 июля на заседании ЦИК Тихановскую зарегистрировали кандидатом в президенты. Несмотря на недочёт в налоговой декларации (Светлана не указала, что в собственности её мужа есть дом в Гомельской области), члены ЦИК единогласно поддержали это предложение.

#### Предвыборная кампания

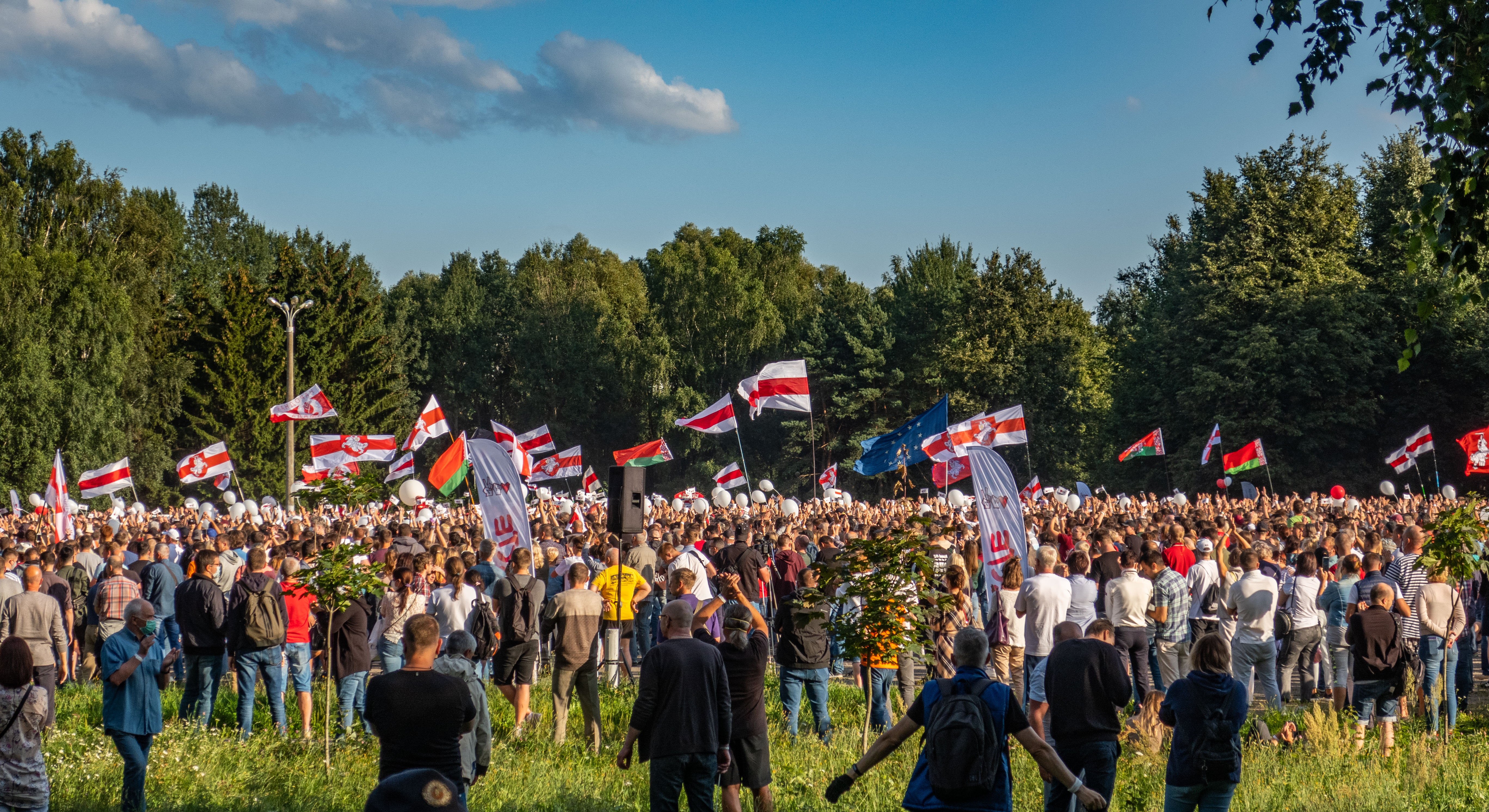
Митинг Светланы Тихановской и объединённого предвыборного штаба (Минск, 30 июля 2020 года)

16 июля представители штабов Тихановской, Виктора Бабарико и Валерия Цепкало договорились об объединении и представили общие цели, среди которых — призыв к голосованию 9 августа, участие в наблюдении за выборами, освобождение политических и экономических заключённых.
19 июля произошла первая встреча в Минске на площади Бангалор, где собралось около 7—10 тысяч человек.
20 июля Тихановская впервые выступила в эфире государственного радио, заявив, что одним из мотивов её участия в президентских выборах стало задержание её мужа Сергея Тихановского.
21 и 28 июля Тихановская выступила по национальному телеканалу «Беларусь 1».
27 июля была опубликована предвыборная программа Тихановской. В ней кандидат пообещала в случае своего избрания провести новые демократические выборы уже через полгода, устроить референдум о возвращении Конституции Беларуси 1994 года, сократить полномочия главы государства, установить ограничение по числу сроков пребывания на посту президента и обеспечить разделение властей. Также она обещала провести новые парламентские выборы, расширить полномочия органов местного самоуправления и управления, снять барьеры для развития малого и среднего бизнеса, предоставить ему беспроцентные ссуды, поддержать убыточные госпредприятия. От вопроса, нужна ли Беларуси углублённая интеграция с Россией, Тихановская уклонилась, сославшись на то, что не планирует быть постоянным президентом.

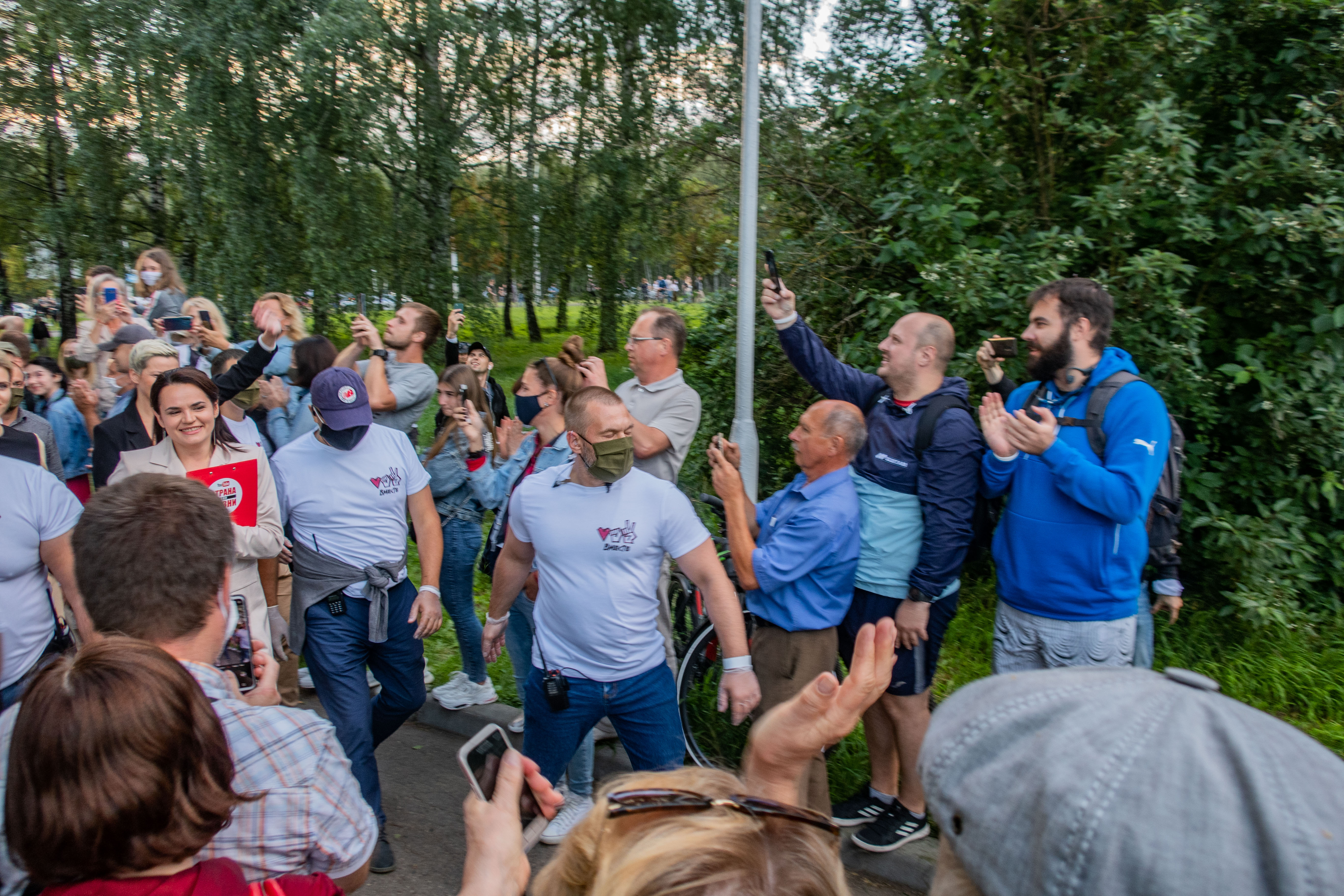
Светлана Тихановская (с папкой) по пути на свой митинг (Минск, 30 июля 2020 года)

30 июля в Парке Дружбы народов в Минске прошёл официальный пикет кандидата Тихановской, на котором, по разным оценкам, собралось от 18 до 70 тысяч человек, что стало самым массовым митингом в Беларуси с 1991 года.
6 августа власти Минска сорвали проведение митинга на площади Бангалор. Представители штаба Светланы Тихановской в тот же день заявили, что встреча с ней состоится вечером в Киевском сквере, но тысячи людей, собравшихся на площадке у кинотеатра «Киев», не дождались кандидата в президенты. Политолог Вольф Рубинчик в октябре 2020 года написал, что «кандидат в политики испугалась „провокаций“, и в чём-то её можно понять. Но после того акта „сверхосмотрительности“ (и ещё пары эпизодов в том же ключе) ультиматум властям РБ, озвученный Светланой из-за границы 13 октября 2020 года, выглядел довольно комично».
После задержания двух своих основных помощников Тихановская решила 8 августа покинуть свою квартиру и не ночевать дома перед выборами, чтобы не оставаться одной.

#### После выборов
9 августа 2020 года прошли выборы президента Республики Беларусь. 10 августа ЦИК Беларуси заявил о победе Александра Лукашенко. Тихановская, набравшая, по предварительным данным ЦИК, 10,09 % (в Минске — почти 15 %), с этим не согласилась и потребовала пересчёта голосов, подав лично жалобу в Центризбирком. Там её встретила вооружённая охрана, и Тихановская была вынуждена встретиться с главой Оперативно-аналитического центра при Президенте Республики Беларусь Андреем Павлюченко. Ей был предъявлен ультиматум: либо покинуть страну, либо сесть в тюрьму и забрать своих детей. Они подробно описали ей, какой будет её жизнь в тюрьме, где политзаключенных часто пытают, и какой будет жизнь её детей под опекой государства. Она попыталась договориться об освобождении мужа в обмен на прекращение своего протеста и выезд из страны. Её предложение было отклонено, но вместо этого она смогла договориться об освобождении главы своего избирательного штаба Марии Мороз. Тихановская и Мороз приготовились уехать в Литву; Тихановская забрала свой паспорт и кохлеарный имплантат для сына, в то время как Мороз организовала, чтобы её собственных детей в Литву сопровождала её сестра. Женщины также потребовали, чтобы агент КГБ Беларуси сопроводил их к границе на машине Мороз, чтобы предотвратить использование автомобильной бомбы. Около трёх часов ночи они приехали на литовскую границу. Как пояснила её доверенное лицо Ольга Ковалькова, Тихановскую вывезли из страны белорусские власти, и у неё не было выбора.
11 августа литовский министр иностранных дел Линас Линкявичюс объявил, что Тихановская находится в Литве. В тот же день в Беларуси было опубликовано видеообращение Тихановской, записанное в Минске в кабинете председателя ЦИК Ермошиной, где Тихановская зачитала по бумаге, что «народ Беларуси сделал свой выбор», поблагодарила всех сограждан, которые поддерживали её, попросила соотечественников в Беларуси не выходить на улицу и «не противостоять милиции, не подвергать свои жизни опасности», а также сообщила, что выехала в Литву «абсолютно самостоятельно». По утверждению Марии Колесниковой, Тихановская записала видеообращение под давлением силовых служб Беларуси. Такого же мнения придерживается президент Литвы Гитанас Науседа. 11 августа в КГБ РБ заявили, что на Тихановскую готовилось покушение, причём сторонниками оппозиции. По версии силовиков, протестующим нужна была «сакральная жертва».
9 октября во время правительственного совещания по актуальным вопросам Лукашенко сообщил новые подробности — по его версии, Тихановской перед отъездом было передано из бюджета 15 тысяч долларов. 30 сентября 2021 года в интервью телекомпании CNN Александр Лукашенко заявил, что помогал Тихановской выехать из Беларуси по её личной просьбе.

#### Деятельность вне Беларуси
В середине августа по инициативе Тихановской был сформирован Координационный совет по организации процесса преодоления политического кризиса, декларировавший намерение вести переговоры о трансфере власти, однако Конституционный суд Республики Беларусь признал его незаконным. 19 августа Генеральная прокуратура Беларуси возбудила уголовное дело по факту создания Координационного совета. Его членов обвиняют в публичных призывах к захвату государственной власти и совершении действий, направленных на причинение вреда национальной безопасности. Ряд членов КС был задержан либо вынужден под давлением властей покинуть страну, после чего они занялись координацией действий протестующих из-за рубежа, в том числе через Telegram-каналы, поддерживающие белорусскую оппозицию.
17 августа 2020 года Тихановская заявила о готовности стать национальным лидером Беларуси. 19 августа она обратилась к Европейскому совету, главам государств, лидерам ЕС, призвав их не признавать официальные результаты выборов. 21 августа Тихановская записала новое видеообращение к работникам крупных белорусских предприятий, призывая их к расширению забастовочного движения по всей стране. Она также снова потребовала от властей прекратить насилие, освободить политических заключённых, провести прозрачные, свободные и честные выборы.
В сентябре—октябре Тихановская провела ряд встреч с лидерами европейских государств (в том числе с Эммануэлем Макроном и Ангелой Меркель), европейскими депутатами, представителями общественных организаций.

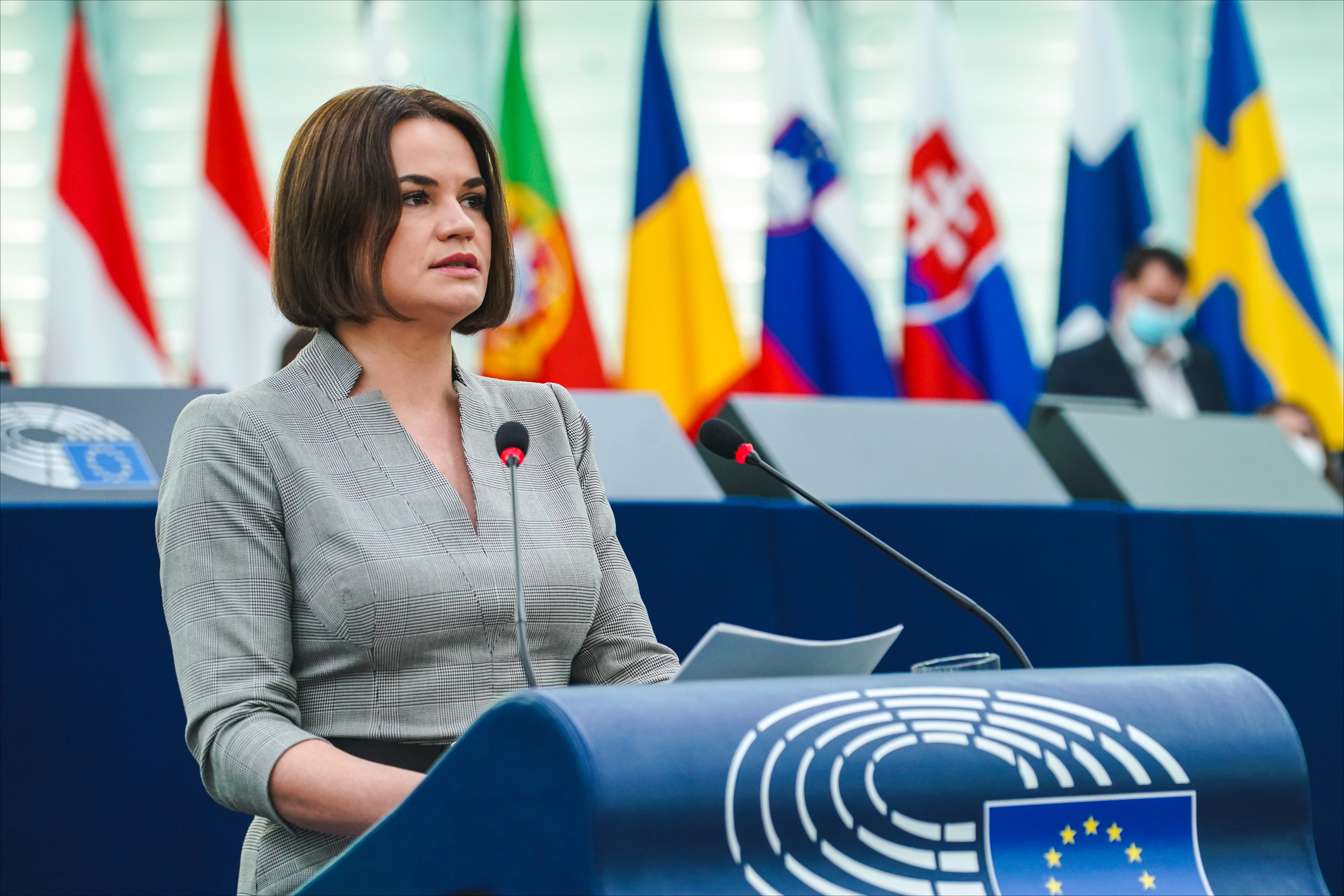
Светлана Тихановская выступает в Европарламенте, 2021 год

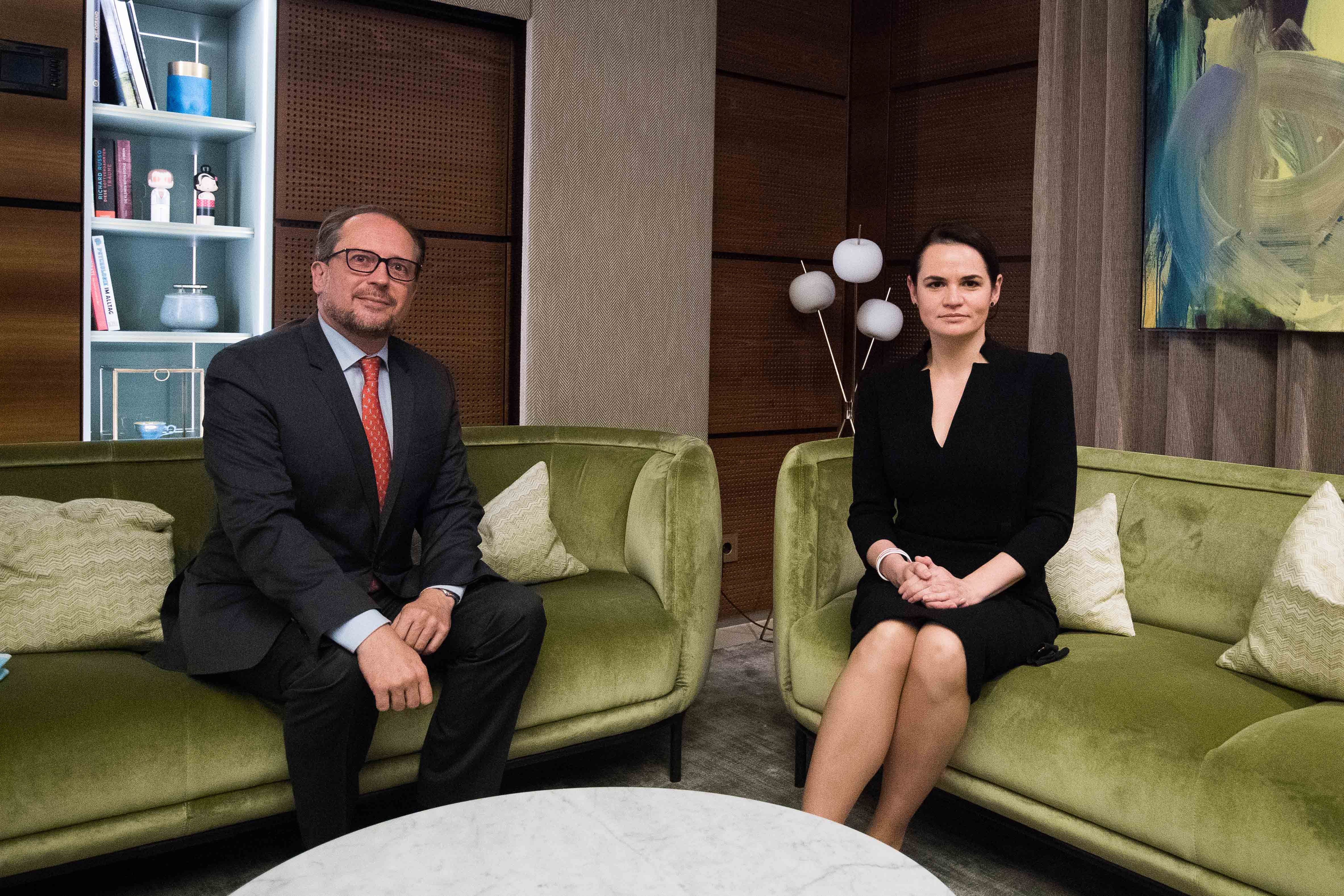
Светлана Тихановская с министром иностранных дел Австрии Александром Шалленбергом. Вена, 8 октября 2020 года

6 октября Тихановская была включена в базу разыскиваемых лиц МВД России. Информированный источник сообщил агентству Интерфакс, что внесение Тихановской в базу розыска МВД России является техническим аспектом взаимодействия союзных государств — России и Беларуси. Следственный комитет Республики Беларусь 16 октября раскрыл подробности уголовного дела Тихановской по статье о призывах к причинению вреда национальной безопасности, а 19 октября сообщил о зафиксированных случаях вымогательства денег для «политзаключенных и бастующих». С 25 мая 2021 года Тихановская исключена из базы разыскиваемых лиц МВД России.
13 октября Светлана Тихановская предъявила Александру Лукашенко «Народный ультиматум»: если в течение двух недель не будут выполнены три главных требования (отставка Лукашенко, прекращение насилия против протестующих, освобождение всех политзаключённых), то с 26 октября в стране начнётся забастовка. Руководство Беларуси проигнорировало «ультиматум», а попытки организовать общенациональную забастовку в целом не увенчались успехом. К призывам Тихановской прислушались лишь немногочисленные группы работников крупных предприятий, представители малого бизнеса в сфере услуг и ИТ-отрасли, студенты и преподаватели в ряде вузов. Власти в ответ приступили к увольнениям бастующих и отчислению студентов государственных вузов, участвующих в протестах.
13 ноября, после гибели в Минске Романа Бондаренко, Тихановская объявила о создании «Народного трибунала», который займётся сбором доказательств преступлений белорусских властей: «Я, Светлана Тихановская, вместе с Народным антикризисным управлением объявляю Народный трибунал и амнистию за захват Лукашенко и членов его террористической группировки. Если государственная судебная система не работает, мы справимся без неё». Тихановская заявила, что «международная группа уже ведёт работу по признанию Лукашенко и его пособников террористической организацией». Активисты готовят централизованную систему фиксации и подтверждения свидетельств преступлений. По словам Тихановской, в первую очередь нужно «нейтрализовать идеологов и пособников режима, которые устраивают репрессии на местах, угрожают увольнениями, отчислениями и тюрьмой». Тихановская призвала сотрудников силовых структур предоставлять видео и другие свидетельства «исполнения преступных приказов» — те, кто это сделает, смогут «рассчитывать на амнистию либо смягчение уголовной ответственности».
14 ноября Тихановская призвала Евросоюз расширить санкции против Беларуси. В ходе визита в Ригу она встретилась с президентом, премьер-министром и главой МИД Латвии и поддержала идею наложить экономические санкции «на бизнесы, связанные с Лукашенко и приближёнными к нему олигархами». Тихановская призвала Национальный банк Латвии остановить сотрудничество с Беларусьбанком и Белагропромбанком, а также пересмотреть контракты о закупках нефтепродуктов и металлопродукции, продукции лесной и деревообрабатывающей промышленности из Беларуси. Помимо этого она предложила ввести ограничения против предприятий, которые увольняют бастующих работников. В своих последующих выступлениях Тихановская продолжала призывать ЕС к усилению экономического давления на власти Беларуси.
1 декабря Светлана Тихановская объявила о запуске платформы «Единая книга регистрации преступлений» (ЕКРП). Предполагается, что там будут собираться свидетельства задержаний, пыток и избиений, а также имена тех, кто их совершал. Павел Латушко по пунктам прокомментировал задачи создания ЕКРП и принципы дальнейшей работы с собранными материалами преступлений белорусских властей.

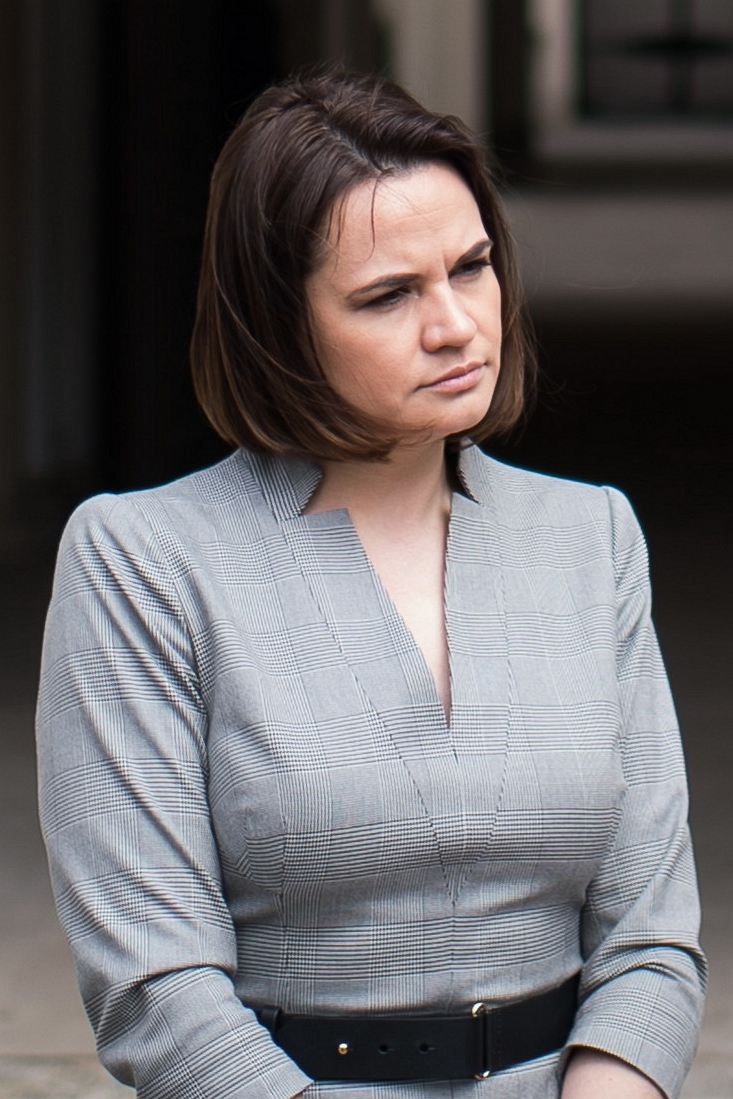
Светлана Тихановская во время встречи с министром иностранных дел Австрии Александром Шалленбергом. Вена, 28 апреля 2021 года

7 декабря интернет-портал «Tut.by» опубликовал интервью со Светланой Тихановской, её политическим советником Александром Добровольским и советником по международным вопросам Франтишеком Вечёрко, которые сообщили, что белорусская оппозиция разрабатывает проект Конституции, который она надеется утвердить в случае своего прихода к власти. По словам Добровольского, речь идёт о парламентско-президентской республике: «Проект конституции разработан на основании Конституции 1994 года, будут заменены разделы, которые касаются полномочий государственной власти и взаимодействия между ветвями». Окружение Тихановской ведёт разработку проекта основного закона совместно с так называемой общественной конституционной комиссией, которой руководит Мечислав Гриб (председатель Верховного совета Беларуси в 1994—1996 годах). Тихановская заявила, что создаёт команду, из которой она надеется сформировать правительство в случае своего прихода к власти, «чтобы охватить каждую сферу деятельности, чтобы после переговоров была мягкая организация новых выборов, без повальных люстраций». При этом Тихановская вновь заявила, что в случае прихода оппозиции к власти сотрудники правоохранительных органов, участвовавших в разгоне акций протеста, будут привлечены к ответственности.
19 января 2021 года Светлана Тихановская провела онлайн-встречу с представителями ЕС в ОБСЕ, в ходе которой заявила о готовности провести новые выборы в Беларуси в течение 45 дней при активной международной поддержке и возможности собственного безопасного возвращения в Беларуси.
В мае 2021 года ключевые фигуры Национального фонда демократии Карл Гершман и Барбара Хэйг в ходе видеопранка рассказали, что Фонд тесно сотрудничает со Светланой Тихановской и финансирует её деятельность. По словам Романа Протасевича, полученным во время допроса белорусскими силовиками при участии генпрокуратуры непризнанной ЛНР, Тихановская финансируется также за счёт литовских налогоплательщиков.

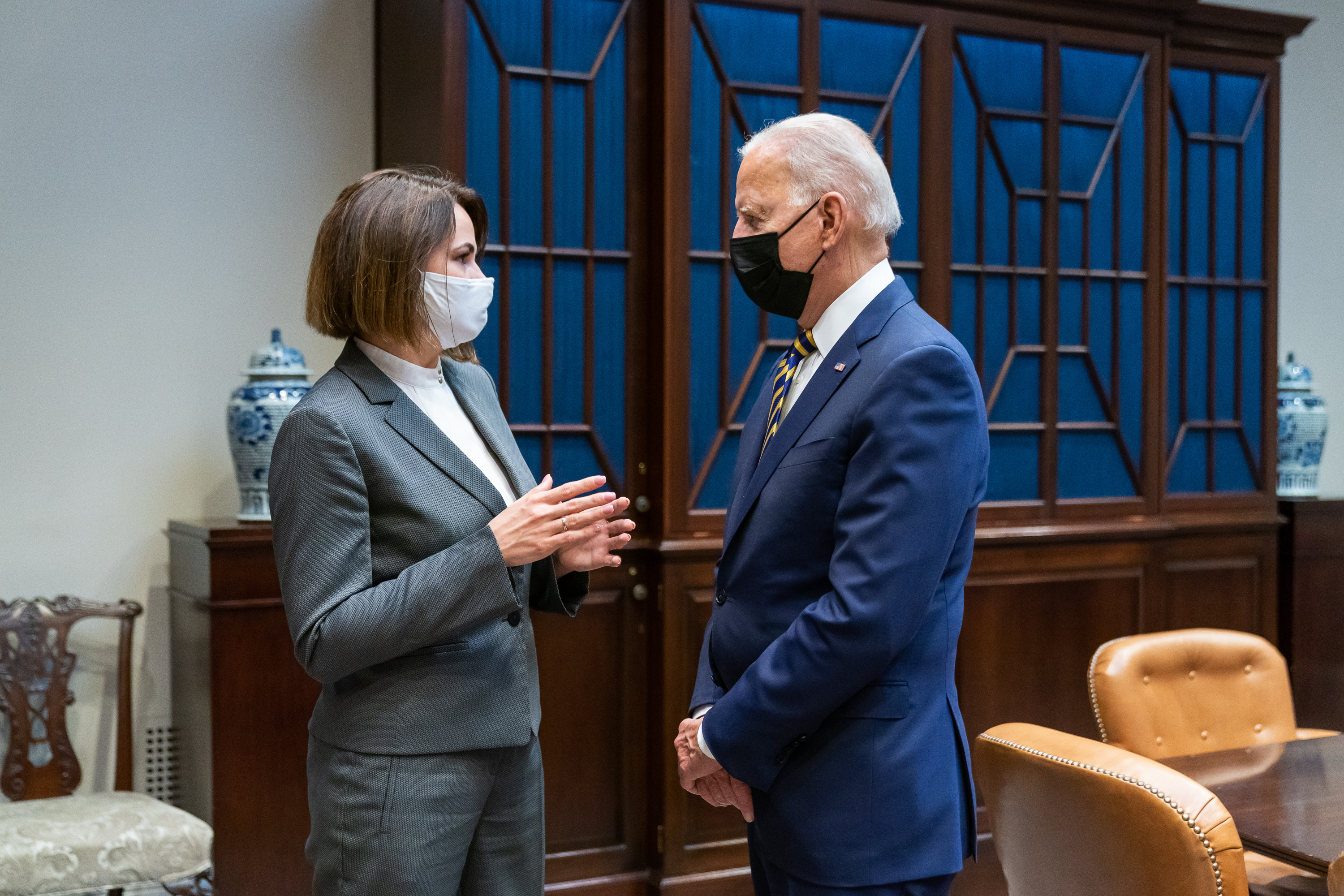
Встреча Светланы Тихановской с президентом США Джо Байденом. Вашингтон, 28 июля 2021 года

18 июля 2021 года Светлана Тихановская начала свой рабочий визит в США. Она посетила Вашингтон, Нью-Йорк и штат Калифорния. 20 июля Тихановская заявила, что во время визита в Вашингтон она обратилась к официальным лицам администрации Джо Байдена с просьбой ввести дополнительные санкции в отношении белорусских компаний, работающих в калийном, нефтяном, лесном и сталелитейном секторах.
28 июля 2021 года в Белом доме состоялась встреча Светланы Тихановской с президентом США Джо Байденом. На встрече Тихановская попросила его помочь Беларуси совершить «ненасильственный переход к демократии» и поддержать политических заключённых.

## Офис Светланы Тихановской
Офис Светланы Тихановской продолжает работу в эмиграции. В настоящее время[какое?] он состоит из:
- Александр Добровольский, советник и глава отдела внутренней политики
- Анна Красулина, пресс-секретарь Светланы Тихановской
- Анастасия Рогатко, руководитель отдела коммуникаций
- Анастасия Костюгова, менеджер стратегической коммуникации
- Яна Полещук, специалист по международной коммуникации
- Александра Логвинова, руководитель отдела по внешним связям
- Алина Геращенко, координатор волонтёрской программы
- Франтишек Вечёрко, советник и глава отдела внешней политики
- Денис Кучинский, старший специалист по международным отношениям
- Александр Шлык, специальный представитель по выборам
- Валерий Ковалевский, глава Кабинета, представитель по международным делам
- Татьяна Щитцова, представитель Светланы Тихановской по вопросам образования и науки
- Алесь Алехнович, представитель по экономике
- Кристина Рихтер, и. о. представителя по правовым вопросам
- Анатолий Лебедько, представитель по парламентскому сотрудничеству и Конституционной реформе
- Алана Гебремариам, представитель по делам молодёжи и студентов. Сейчас находится в СИЗО-1.

## Уголовные дела
В декабре 2020 года на членов Координационного совета оппозиции во главе со Светланой Тихановской Генпрокуратурой Беларуси было возбуждено уголовное дело о создании экстремистского формирования с целью захвата государственной власти неконституционным путём. Прокуратура потребовала привлечь Тихановскую к ответственности по статьям 361 и 357 УК.
В 2021 году против Тихановской открыли несколько уголовных дел.
2 марта Следственный комитет Республики Беларусь передал документы в Генпрокуратуру Беларуси на экстрадицию Светланы Тихановской, которая с «лицами из её ближайшего окружения» обвиняется в «подготовке» на заседании гомельского штаба 5 августа 2020 года «к массовым беспорядкам» (ч. 1 ст. 13, ч. 2 ст. 293) и «к захвату зданий и сооружений» (ч. 1 ст. 13, ч. 1 ст. 292).
5 марта Генпрокуратура Беларуси обратилась к Генпрокуратуре Литвы с просьбой о выдаче Светланы Тихановской. В тот же день власти Литвы сообщили, что не намерены выдавать политических беженцев авторитарным режимам. В июле 2021 года пришёл официальный отказ Литвы в выдаче Тихановской.
29 марта генпрокурор Андрей Швед сообщил журналистам, что Светлана Тихановская фигурирует в возбуждённом уголовном деле о подготовке теракта группой лиц.
12 октября стало известно о возбуждении нового уголовного дела по статье 382 УК — самовольное присвоение звания или власти должностного лица. Решением суда Центрального района Минска Telegram-канал «Светлана Тихановская» признан экстремистским на территории Республики Беларусь.
В декабре 2022 года следственным комитетом Беларуси было заведено ещё одно уголовное дело против ряда оппозиционных деятелей, включая Тихановскую.
В январе 2023 года белорусское МВД объявило структуры Светланы Тихановской экстремистским формированием. Участникам экстремистских формированиях по белорусскому законодательству грозит тюремное заключение.
6 марта 2023 года минский городской суд заочно приговорил Светлану Тихановскую к 15 годам колонии общего режима.

## Личная жизнь
Замужем за Сергеем Тихановским. У них двое детей: сын Корней (род. 2010) и дочь Агния (род. 2016). Летом 2020 года из-за поступающих, по словам Светланы Тихановской, угроз на время предвыборной кампании детей вывезли из Беларуси в Литву. Сергей был против этого. Вывезти детей и их бабушку Светлане помогла главный редактор «Хартии ’97» Наталья Радина.
Владеет русским, белорусским и английским языками.

## Награды и премии
9 сентября 2020 года Тихановская удостоена специального приза Международного экономического форума в Карпаче, организатором которого ежегодно выступает польский фонд «Институт Восточноевропейских исследований». 7 октября 2020 года в Братиславе ей была вручена премия Globsec — внепартийной международной НКО, ежегодно организующей Братиславский форум глобальной безопасности. 14 октября 2020 года Тихановская стала лауреатом премии Свободы имени Джона Маккейна, ежегодно присуждаемой Международным республиканским институтом. В октябре 2020 года общественная деятельница получила премию Свободы, присуждаемую датским изданием Politiken. В числе других лидеров белорусской оппозиции 22 октября 2020 года объявлена лауреатом премии имени Сахарова, ежегодно присуждаемой Европарламентом. Награждение было раскритиковано в Государственной думе России. Вручение премии прошло на сессии Европарламента 16 декабря. 23 ноября 2020 года Тихановская была включена в ежегодный список 100 Women от BBC, а 4 декабря — в список 50 самых влиятельных людей мира по версии Bloomberg. 18 декабря 2020 года Сейм Литвы присудил ежегодную Премию Свободы белорусской оппозиции. Церемония вручения состоялась 13 января 2021 года, денежный приз в размере 5000 евро Тихановская решила направить семьям погибших участников протестов в Беларуси. 25 декабря 2020 года российская газета «Ведомости» назвала Тихановскую «Человеком года» в номинации «Частное лицо».
21 января 2021 года министр иностранных дел Эстонии Урмас Рейнсалу вручил Тихановской Крест «За заслуги». В некоторых российских и белорусских СМИ награда была названа «Орденом Креста Земли Марии». Однако, судя по виду награды на фотоснимках, сделанных на церемонии награждения, и сообщениям эстонских СМИ, ей вручён не упомянутый орден, а именно Крест «За заслуги» МИД Эстонии. 30 января 2021 года президент Литвы Гитанас Науседа выдвинул Тихановскую на присуждение Нобелевской премии мира. В апреле 2021 года политик была награждена премией имени Льва Копелева за активное участие в борьбе за демократические свободы и права человека на территории Беларуси, а также была названа человеком года по версии «Газеты Выборчей».
В 2022 году получила международную премию имени Карла Великого за мужественную и обнадёживающую приверженность свободе, демократии и поддержание прав человека.
2 мая 2023 года Тихановской вручили международную премию мира Типперэри.
В 2023 году стала лауреатом премии фонда памяти Анны Линд.

## Оценки деятельности
Корреспондент международного отделения The New York Times в Лондоне Меган Спечиа (англ. Megan Specia) считает, что у Тихановской есть способность работать с другими и объединять конфликтующие стороны.
Писательница и нобелевский лауреат Светлана Алексиевич назвала Тихановскую «символом перемен» и отметила, что та сделала всё, что могла, но при этом добавила, что пришло время передать оппозиционную деятельность в руки более опытных людей.